# Giulio Tononi
Giulio Tononi es un médico psiquiatra y neurocientífico italiano nacionalizado estadounidense. Director del centro de investigación del sueño y la conciencia (The Center for Sleep and Consciousness) Archivado el 7 de octubre de 2016 en Wayback Machine. de la Universidad de Wisconsin-Madison, ha sido profesor de psiquiatría en la Universidad de Madison-Wisconsin. Su investigación se centra en responder qué es la consciencia. Tononi desarrolló entonces la Teoría de la Información Integrada (IIT). También ha aportado la hipótesis de la "homeostasis sináptica" (Synaptic Homeostasis Hypothesis), en colaboración con Chiara Chirelli, que establece que el sueño profundo (sueño nMOR) es necesario para renormalizar los pesos sinápticos y así evitar que el cerebro se sobre-conecte.

## Biografía
Tononi nació en Trento (Italia), hijo del político Giorgio Tononi. Obtuvo su grado como doctor médico, su especialidad en psiquiatría y un doctorado en neurobiología en la Escuela de estudios avanzados Sant'Anna en Pisa (Italia).
Él es una autoridad en el sueño, y en particular, la genética y la etiología del sueño. Tononi y sus colaboradores han sido pioneros en varios enfoques complementarios para el estudio del sueño:
- genómica
- proteómica
- modelos de mosca de la fruta
- modelos de roedores que emplean múltiples unidades / campo local de posibles grabaciones en comportarse animales
- microscopía y voltametría in vivo
- alta densidad de registros de EEG y la estimulación magnética transcraneal (TMS) en los seres humanos
- a gran escala de ordenador modelos de sueño y vigilia

Esta investigación ha dado lugar a una hipótesis general sobre la función del sueño propuesto con la investigadora del sueño Chiara Cirelli Archivado el 5 de octubre de 2016 en Wayback Machine., la llamada hipótesis de la homeostasis sináptica. Según la hipótesis, la vigilia conduce a un aumento neto de la fuerza sináptica, y el sueño es necesario para restablecer la homeostasis sináptica. La hipótesis tiene implicaciones para la comprensión de los efectos de la privación del sueño y para el desarrollo de enfoques diagnósticos y terapéuticos novedosos para los trastornos del sueño y trastornos neuropsiquiátricos.
Tononi es también un líder en el campo de los estudios de la conciencia, y ha sido coautor de un libro sobre el tema con el ganador del premio Nobel Gerald M. Edelman, y de otro con Steven Laureys. Desarrolló la teoría de la información integrada (IIT): una teoría científica de qué es la conciencia, la forma en que se puede medir, cómo se correlaciona con los estados del cerebro y por qué se desvanece cuando dormimos sin sueños y regresa cuando soñamos. La teoría está siendo probada con neuro-imágenes, estimulación magnética transcraneana o TMS (del inglés), y modelos informáticos. Su trabajo ha sido descrito como "la única teoría fundamental realmente prometedora sobre la conciencia" por Christof Koch.